# Biznis škole
Biznis škole su elitne obrazovne institucije za rukovodioce na kojima se uče predmeti iz oblasti biznisa i menadžmenta. Veoma su cenjene i tražene širom sveta zbog svoje ekspertize i zato što stvaraju savremene rukovodioce i lidere. 
Cilj biznis škola je pružanje kvalitetnog i primenjivog obrazovanja, temeljna priprema za izazovne i kompleksne situacije u sferi biznisa, sticanje zaokružene i detaljne slike o svim funkcijama u kompaniji i industrijama, kao i pružanje praktičnih i teorijskih znanja i veština, uz obezbeđivanje konkretnih alata za praktičnu primenu.
Biznis škole se od fakulteta najviše razlikuju u pogledu profila polaznika, sadržaja i načinu prenosa znanja.

## Američke biznis škole
Prva biznis škola u SAD-u osnovana je 1881. godine donacijom Joseph Wharton, a nosi naziv The Wharton School i nalazi se u okviru Univerziteta u Pensilvaniji.
U okviru Dartmouth College, 1900. godine osnovana je Tuck School of Business. Ova škola je prva u svetu koja je ponudila program iz oblasti biznisa, tačnije Master nauke o trgovini, koji se smatra pretečom MBA diplome.
The Harvard Graduate School of Business Administration, pri Univerzitetu Harvard, osnovana je 1908. godine. Ova poslovna škola zajedno sa Booth, Columbia, Kellogg, MIT Sloan, Stanford GSB, i Wharton poslovnim školama čini grupu od 7 najelitnijih poslovnih škola u Americi (M7). Svake godine, od 10 000 studenata koji se prijave, škola prima svega oko 11%.
Hult International Business School osnovana je 1964 u Masačusecu  i predstavlja prvu poslovnu školu u Americi koja je nosilac „trostruke krune“ (Tripple Crown).

## Evropske biznis škole
Germain Legret i Amédée Brodart, nekadašnji francuski vojnici, osnovali su 1819. godine u Parizu ESCP Business School, koja važi za je jednu od najstarijih škola na svetu. Emlyon Business School je jedna od vodećih poslovnih škola u Francuskoj. Osnovana je 1872. godine u gradu Lionu od strane lokalne poslovne zajednice, a ubrzo je sjedinjena sa Lyon Chamber of Commerce and Industry. Pariška privredna komora (CCIP) je 1881. godine osnovala jednu od najpoznatijih i najprestižnijih poslovnih škola na svetu - HEC Paris. U Francuskoj je 1907. godine osnovana ESSEC Business School, koja je zajedno sa HEC Paris pripada elitnoj ligi francuskih Grandes ecoles. Prvi MBA program u Evropi nastao je u okviru Institut Européen d'Administration des Affaires - INSEAD 1957. godine u Francuskoj.
U Nemačkoj je 1898. godine u gradu Lajpcigu osnovana prva biznis škola, HHL Leipzig Graduate School of Management pod inicijativom Privredne komore Lajpciga. Pridružena je Univerzitetu u Lajpcigu 1946. godine, a nakon pada Berlinskog zida 1989. godine, škola je ponovo osnovana pod privatnim rukovodstvom, takođe na inicijativu Privredne komore Lajpciga 1992. godine. Nemačka je jedna od poslednjih zemalja Zapadne Evrope koja je plasirala MBA program.
U Holandiji je 1913. godine osnovana Netherlands School of Commerce uz podršku Roterdamske poslovne zajednice.Godine 1966. osnovan je Foundation for Business Administration koja je pripojena Netherlands University of Economics u Roterdamu, a nastala je inicijativom holandskih multinacionalnih kompanija, uključujući Royal Dutch Shell, Unilever i Philips. Prvobitno je bio institut za postdiplomsko obrazovanje iz menadžmenta, a 1969. godine postao je Rotterdam School of Management. Međunarodni redovni MBA program pokrenut je 1985. godine.
U Velikoj Britaniji je 1902. godine u gradu Birmingemu osnovana prva poslovna škola, Birmingham Business School, prvobitni naziv je bio School of Commerce. London Business School je poslovna škola osnovana 1964. godine  pod nazivom London Graduate School of Business Studies. Jedna je od najelitnijih poslovnih škola u Velikoj Britaniji i nosilac „trostruke krune“. Warwick Business School je još jedna poslovna škola koja spada u 1% poslovnih škola u svetu koje imaju trostruku akreditaciju najprestižnijih akreditacionih tela. Osnovana je 1967. godine u okviru Univerziteta Warwick.
U Danskoj je 1917. godine osnovana prva poslovna škola, Copenhagen Busines School, od strane Danish Society for the Advancement of Business Education.
U Švajcarskoj, u gradu Lozani je 1990. godine osnovana poslovna škola International Institute for Management Development - IMD. Nastala je ujedinjenjem nezavisnih obrazovnih centara za menadžment:  International Management Institute -  IMI, koji je 1946. osnovala kompanija Alcan, i Instituta  l'Etude des Methodes de Direction de l'Entreprise - IMEDE, koji je 1957. godine osnovala kompanija Nestle.
Aalto University je nastao spajanjem 3 univerziteta sa ciljem da se stvori jedinstven univerzitet koji obuhvata nauku i tehnologiju, dizajn i umetnost, kao i biznis i ekonomiju.  Aalto University School of Business je nastala u Finskoj 1911. godine i prva je poslovna škola u nordijskom regionu koja je nosilac „trostruke krune“.
BI Norwegian Business School je osnovao Finn Øien 1943. godine. Danas je ona jednina norveška poslovna škola koja ima „trostruku krunu“.Jedna od najboljih poslovnih škola u Švedskoj, Gothenburg School of Business, osnovana je 1932.[5] godine, a 1971. godine ulazi u sastav Univerziteta u Getenborgu (University of Gothenburg).  Ova poslovna škola spada u mali broj poslovnih škola širom sveta koje su ponosni nosioci „trostruke krune“.
U Lisabonu, glavom gradu Portugala, 1759. godine osnovana je Aula do Comércio, prva škola specijalizovana za nastavu računovodstva u svetu. Po ugledu na nju, slične državne škole kasnije počinju da se otvaraju širom Evrope. Católica Lisbon je poslovna škola osnovana 1972. godine sudeći po rangiranju Financial Times magazina, jedna je od najboljih poslovnih škola u Evropi. Njen kvalitet garantuju najprestižnije akreditacione agencije koje su joj dodelile „trostruku krunu“.
Budapest Business School, prva poslovna škola u Centralnoj Evropi je istovremeno i prva državna poslovna škola na svetu, i osnovana 1857. godine u Budimpešti.
U Veneciji je 1868. osnovan Ca' Foscari University of Venice i predstavlja jednu od najstarijih poslovnih škola kako u Italiji, tako i u svetu. SDA Bocconi School of Management, Bocconi University je još jedna prestižna poslovna škola koja je osnovana u Italiji i to 1971. godine.  SDA Bocconi School of Management je prva poslovna škola u Italiji koja je stekla EQUIS akreditaciju i jedna je od retkih koja ima „trostruku krunu“.
U Barseloni je 1958. godine osnovana IESE poslovna škola. IESE Business School se 1963. udružila sa  harvardskom poslovnom školom (Harvard Business School) radi osnivanja prvog dvogodišnjeg MBA programa u Evropi. IESE Business School je akreditovana od strane AACSB, EQUIS i španskog Ministarstva za obrazovanje.

## Ruske biznis škole
Početak poslovnog obrazovanja u Rusiji se može povezati sa 1907. godinom kada je osnovan Institut za komercijalno obrazovanje u Moskvi. Prva nezavisna škola za poslovno obrazovanje nastala je 1988. godine, pod nazivom IBS – Moscow i osnivač ove škole je Sergey Myasoedov. IMISP je prva poslovna škola u Sankt Peterburgu osnovana 1989 godine. Ova škola je jedan od lidera u ruskom poslovnom obrazovanju. Poslovna škola Moskovskog državnog univerziteta Lomonosov osnovana je 1989. godine i predstavlja jednu od najstarijih poslovnih škola u Rusiji. Danas postoji preko 120 poslovnih škola i fakulteta. 

## Kritika poslovnih škola
Najviše zamerki upućenih poslovnim školama tiče se loše selekcije polaznika koji u datom trenutku nemaju dovoljno relevantnog menadžerskog iskustva, i koji suviše rano krenu na poslovnu školu. Na taj način se pogrešni ljudi obrazuju na neadekvatan način, što dovodi do nezadovoljavajućeg rezultata. Kritičari smatraju da MBA programe na poslovnim školama treba da pohađaju isključivo menadžeri sa višegodišnjim iskustvom. Još jedna kritika na račun poslovnih škola tiče se sve dubljeg jaza između teorije i prakse. Konvencionalni MBA programi su tako strukturisani da se gube iz vida praktični problemi koji su svakodnevni deo realnog biznis sveta. Poslodavci se često žale da polaznici poslovnih škola veoma često ne stiču neophodne praktične poslovne veštine. Kritike upućene na račun poslovnih škola se odnose i na nedostatak praktičnog poslovnog iskustva profesora.